# Punkrockacademyfightsong
Punkrockacademyfightsong è il terzo album della band skate punk Down by Law. Il disco contiene una cover del brano dei The Proclaimers I'm Gonna Be (500 Miles).

## Tracce
1. Punk Won – 2:57
2. Hit Or Miss – 3:22
3. Flower Tattoo – 1:20
4. Sympathy For The World – 3:15
5. 500 Miles – 4:04
6. Brief Tommy – 0:05
7. Bright Green Globe – 3:37
8. Minusame – 2:25
9. Drummin' Dave, Hunter Up – 0:30
10. Punk As Fuck – 1:34
11. 1944 – 3:56
12. The King & I – 2:16
13. Haircut – 2:21
14. Chocolate Jerk – 1:51
15. Sam I – 1:08
16. Heroes & Hooligans – 3:29
17. Soldier Boy – 3:59
18. Goodnight Song – 3:51
19. Sam II – 0:27

## Formazione
- Dave Smalley - voce, chitarra
- Sam Williams III - chitarra
- John Di Mambro - basso
- Hunter Oswald - batteria